# James Anderson (Freimaurer)
James Anderson (* etwa 1678 in Aberdeen (Schottland); † 28. Mai 1739 in London) war ein schottischer Prediger der schottisch-presbyterianischen Kirche in London, Freimaurer und Verfasser der ersten Konstitution („Alte Pflichten“) der Ersten Großloge von England.

## Leben
James Anderson ging auf das Marischal College und erreichte dort den M. A. und 1731 den Grad D. D. Er stammte aus einer Freimaurer-Familie. Sein Vater war Sekretär der schottischen Freimaurerloge Aberdeen und wurde dort von 1688 bis 1689 Meister vom Stuhl. Vermutlich wurde James Anderson in dieser Zeit Freimaurer, denn er führte schottische Bezeichnungen in die englische Freimaurerei ein und berief sich ausdrücklich auf Schriften aus Schottland. Wann er nach London übersiedelte, ist unbekannt, aber ab 1712 findet man in Zeitungen Ankündigungen seiner Predigten. Dort war er Mitglied der Freimaurerlogen Horne Tavern in Westminster und Lodge of Salomon's Temple in der Hemmings Row.
1720 verlor er fast sein gesamtes Vermögen und saß im Schuldturm, bis er angeblich von Freimaurern ausgelöst wurde.

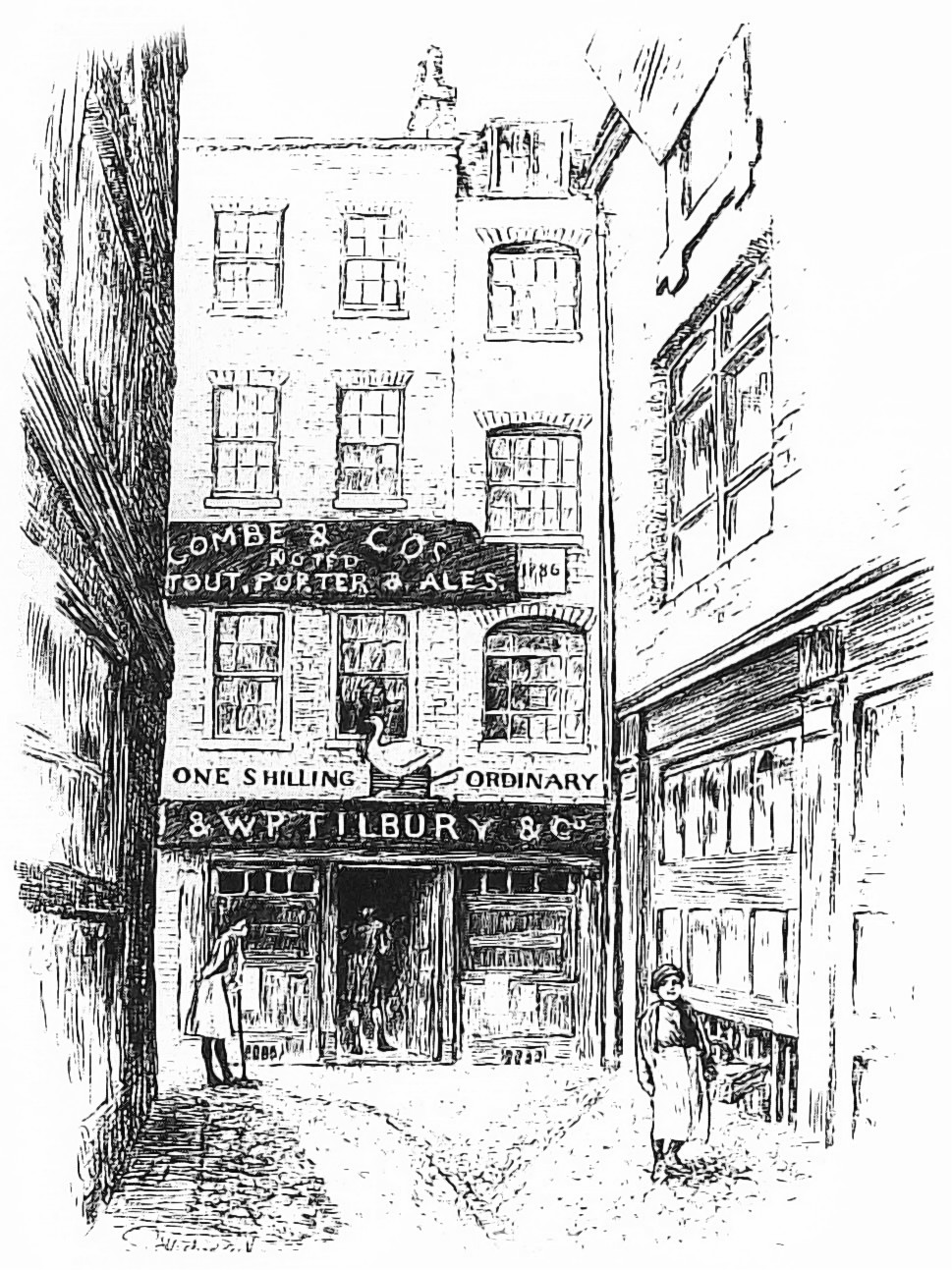
„Goose and Gridiron“
Gründungsort der
Ersten Großloge von England 1717

Als sich am 24. Juni 1717 in London vier Bauhütten zu der Ersten Großloge von England zusammenschlossen, war Anderson nicht anwesend. Als George Payne zum zweiten Mal 1720 zum Großmeister gewählt wurde, stellte er anhand des alten gotischen Cooke-Manuskripts eine Reihe Genereller Regeln (General Regulations) zusammen. Diese wurden am 24. Juni 1721 auf der Großlogen-Versammlung verkündet.
1721 erteilte der erste englische adlige Großmeister Herzog John von Montagu (* 1690; † 1749) James Anderson den Auftrag, aus alten gotischen Dokumenten für sie eine neue Konstitution zu verfassen. Diese passte er nach eigenen Aussagen an alte (schottische) Zunftsagen an und übernahm die General Regulations leicht verändert in seine Konstitution von 1723.
Als diese Alte Pflichten 1723 in der ersten Auflage erschienen, sah er sich Polemiken ausgesetzt, die ihn dazu veranlassten die Logenbesuche einzustellen, bis er erst 1735 wieder freimaurerisch aktiv wurde. Bis zu diesem Zeitpunkt war es nicht für die Gründung einer Loge notwendig, sich an Gesetze einer Großloge zu halten. Die Bedingung für eine neue anerkannte Loge bestand einzig darin, durch wahre Freimaurer in Konformität mit alten Traditionen gegründet zu werden. Durch die Verletzung dieser alten Freiheiten verursachte die Großloge von England Proteste alter Logen von York und Schottland.
Andersons Beerdigung fand nur wenig Beachtung. Die „Daily Post“ vom 2. Juni 1739 berichtete:
„Gestern Abend wurde in Bunshill Fields der Leichnam des Dr. Anderson, eines Dissentergeistlichen, beigesetzt. Die Bahre trugen fünf Dissentergeistliche und Pfarrer Desaguliers. Ihr folgten etwa ein Dutzend Freimaurer, die um das Grab standen. Nachdem Dr. Earl eine Rede über die Unsicherheit des Lebens gehalten hatte ohne den Verstorbenen dabei mit einem Wort zu erwähnen, erhoben die Brüder in einer feierlich trauernden Stellung die Arme, seufzten und schlugen dreimal zu Ehren des Verstorbenen auf die Schurzfelle.“

## Ägypten
Sein Werk The Constitutions of the Free-Masons enthält neben den Pflichten eines Freimaurers ebenfalls eine Geschichte der Freimaurerei, die jedoch mangels historischer Grundlage rein ideell und symbolisch verstanden werden muss. Anderson setzt dabei die Freimaurerei in Beziehung mit den ägyptischen Pyramiden, bei der durch ihre Errichtung viele Logen emporgekommen wären. Die Idee eines ägyptischen Bezuges zur Freimaurerei wurde später von Alessandro Cagliostro und im Memphis-Misraïm-Ritus wieder aufgegriffen.

## Werke (Auswahl)
Seine Werke haben kaum wissenschaftlichen Wert, da seine Zitate und Angaben äußerst zweifelhaft sind.
- The Constitutions of the Free-Masons: containing the history, charges, regulations, &c. of that most ancient and right worshipful fraternity; For the use of the lodgers. London 1723 – Die Alten Pflichten
- Royal Genealogies, or The Genealogical Tables of Emporors, Kings, and Princes, from Adam to these Times (1732, zweite Auflage 1736)
– eine Ahnentafel ohne historischen Wert, aber er verwendete davon manches für die zweite Ausgabe der Konstitution
- News from Elysium (1739) – Totengespräche